# 279 Tule
279 Tule (mednarodno ime 279 Thule) je asteroid tipa D (po Tholenu) v glavnem asteroidnem pasu.
Je edini znani član dinamične skupine (družine) Tule.

## Odkritje
Asteroid je odkril avstrijski astronom Johann Palisa 25. oktobra 1888 na Dunaju . Poimenovan je po legendarnem otoku v severni Evropi, ki ga je odkril grški raziskovalec Piteas (okoli 340 pr. n. št. - okoli 270 pr. n. št. Ni znano kateri od danes znanih otokov bi to bil (Islandija, Ferski otoki, Šetlandski otoki ali celo obala Skandinavije).

## Lastnosti
Asteroid Tule obkroži Sonce v 8,848 letih. Njegova tirnica ima izsrednost 0,012, nagnjena pa je za 2,338° proti ekliptiki. Njegov premer je 126,59 km, okoli svoje osi se zavrti v  7,44 h .
Tirnica asteroida je nenavadna. Izgleda kot, da kroži okoli Sonca v zunanjem delu glavnega asteroidnega pasu z orbitalno resonanco 3 : 4 z Jupitrom. Za razliko od asteroidov družine Hilda ima zelo nizko izsrednost, ki je manjša celo od Jupitrove in samo malo večja od  izsrednosti tirnice Zemlje. Nastanek takšne tirnice ni pojasnjen. Nekateri trdijo, da je takšna tirnica posledica vpliva Jupitra. Na asteroid deluje podoben vpliv kot na nastanek Kirkwoodove vrzeli, vendar z obratnim efektom. Resonanca drži asteroid Tule v tirnici z izredno majhno izsrednostjo. Ostala telesa, ki so imela samo malo drugačno oddaljenost od Sonca, pa je izvrglo iz tirnice.
Asteroid Tule je bil prvi odkriti asteroid, ki je imel veliko polos tirnice nad  4 a.e.